# Josef Schmall
Josef Schmall (* 15. Juli 1925 in Andau; † 1. August 2003) war ein österreichischer Politiker (ÖVP) und Jurist. Schmall war von 1972 bis 1982 Abgeordneter zum Burgenländischen Landtag.

## Leben
Schmall wurde als Sohn des Volksschuldirektors Josef Schmall geboren. Er besuchte nach der Volksschule in Andau das Gymnasium in Wien sowie die Oberschule in Bruck an der Leitha, wobei er 1943 die Matura ablegte. Er wurde danach von Mai bis Oktober 1943 zum Reichsarbeitsdienst eingezogen und diente danach bis 1945 in der Kriegsmarine der Wehrmacht, wobei er bis Jänner 1946 in britischer Gefangenschaft war. Nach dem Ende des Krieges studierte er an der Universität Wien und promovierte 1949 zum „Dr. jur.“. Er absolvierte 1949 sein Gerichtsjahr und arbeitete danach von 1950 bis 1986 als Angestellter der Burgenländischen Landwirtschaftskammer, wobei er Leiter der Rechtsabteilung war.

## Auszeichnungen
- Schmall wurde 1960 zum Oberlandwirtschaftsrat ernannt.

## Politik
Schmall war innerparteilich von 1969 bis 1978 als ÖVP-Landesparteisekretär aktiv und vertrat die ÖVP vom 3. November 1972 bis zum 29. Oktober 1982 im Landtag. Er wurde 1977 zum Bezirksobmann des ÖVP-Seniorenbundes gewählt und wurde 1994 dessen geschäftsführender Landesobmann.